# Belfius
Belfius, nota prima del 1º marzo 2012 come Dexia Banque Belgique è una compagnia bancaria e assicurativa belga. È una società per azioni pubblica il cui scopo principale era soddisfare i bisogni delle autorità locali. Proviene dallo smantellamento del gruppo Dexia di cui faceva parte fino al 10 ottobre 2011. È stata acquistata dallo Stato belga per 4 miliardi di euro. La sua sede è a Bruxelles.

## Attività
Le principali attività di Belfius Bank e Insurance sono la concessione di crediti al settore pubblico, la fornitura di servizi finanziari a privati e imprese (al dettaglio, banche commerciali) e assicurazioni.

## Storia

### 1860-1996: Credito Comunale del Belgio
Nel 1860 viene creato il Crédit Communal de Belgique, incaricato di concedere crediti ai comuni per i loro investimenti. Una società per azioni, Crédit Communal è una banca cooperativa i cui comuni sono azionisti. Pertanto, coloro che prendevano prestiti in quel paese dovevano sottoscrivere azioni per almeno il 5% dell'importo del loro prestito.
Nel 1947, Crédit Communal sviluppò una rete di agenzie per raccogliere i risparmi direttamente dal pubblico tramite conti di deposito. Nel 1960, la rete è professionalizzata, mira a diversificare le operazioni e a mantenere una clientela privata, ampliando la gamma di prodotti e servizi.
Nel 1990, Crédit Communal ha incominciato la sua espansione internazionale di banca con la creazione di Cregem International Bank nel Granducato del Lussemburgo, specializzata in gestione patrimoniale. Nel 1991, la banca ha continuato la sua espansione internazionale prendendo il 25% del capitale della Banca internazionale di Lussemburgo (BIL), la prima banca del Granducato di Lussemburgo. All'inizio del 1992, Crédit Communal è aumentata al 51% nel capitale del BIL.

### 1924-2001: BACOB / Artesia
Nel 1924 viene fondata la Cooperazione Belga dei Lavoratori (COB) che è all'origine della Banca BACOB e dell'AP.
Nel 1997, Banque BACOB acquisì una partecipazione di maggioranza in Banque Paribas Belgium, che in seguito divenne Banque Artesia. Nel 1999, il nuovo gruppo prese il nome di Artesia Banking Corporation e comprendeva la banca al dettaglio (BACOB), la compagnia assicurativa (AP), la banca d'investimento (Banque Artesia) e il Gestore patrimoniale (Cordius).

### 1996-2012: Dexia
Nel 1996, Crédit Communal de Belgique (presieduto da François Narmon) ha unito le forze con Crédit local de France per creare Dexia.
Nel 1997, Dexia acquisì una partecipazione del 40% nella banca italiana Crediop, la principale banca privata specializzata nel finanziamento delle autorità locali italiane. Nel 1998, Dexia aumentò la propria partecipazione in Crediop del 60%.
Dal novembre 1999, le azioni di Dexia sono quotate a Bruxelles (BEL20) e Parigi (CAC 40) e sono quotate alla Borsa di Lussemburgo. Il gruppo sta intraprendendo importanti sviluppi nel settore assicurativo in Francia, Belgio e Germania.
Nel 2000, Dexia ha acquistato la Financial Security Assurance (FSA) negli Stati Uniti, uno dei leader nella valorizzazione dei bond municipali; Dexia diventa il leader mondiale nel mercato dei servizi finanziari per il settore pubblico e opera in quasi tutti i paesi dell'Unione europea.
Nel 2001, Dexia acquisisce Artesia Banking Corporation, un gruppo bancario che svolge attività bancaria al dettaglio (BACOB), assicurazioni (LAP), investment banking (Artesia) e attività di gestione patrimoniale. (Cordius). La partecipazione in Crediop sale al 70% e Dexia assume anche il controllo di Otzar Hashilton Hamekomi, una banca israeliana specializzata nel finanziamento del governo locale.
Nel 2002, la rete di filiali BACOB in Belgio è diventata parte del gruppo bancario.
Queste fusioni hanno permesso a Dexia di espandere la propria base di clienti al dettaglio dal +15 al + 25%, per diventare uno dei leader di mercato nel settore della bancassicurazione e un attore a pieno titolo nel settore del private banking, si posiziona tra i primi 3 del mercato belga per la gestione patrimoniale e mantiene una posizione di benchmark tra benchmark del settore pubblico e non profit.
Nel 2006, Dexia ha acquisito la banca turca Denizbank per 2,6 miliardi di euro.

### 2011: lo smantellamento
A partire da settembre 2011, François Baroin convoca Augustin de Romanet, CEO di Caisse des dépôts et consignations (CDC), e il suo numero due, Antoine Gosset-Grainville, per un'emergenza: Dexia è sull'orlo dell'insolvenza, i mercati non le prestano più denaro dal momento che Standard & Poor's l'ha messa sotto osservazione. Decidono che la Caisse des dépôts aiuterà Dexia, con il rischio di essere travolti dal tumulto.
Il 5 settembre 2011, Jos Clijsters, poi consigliere del consiglio di amministrazione di Dexia SA, è nominato Presidente del Consiglio di Dexia Banque Belgique in sostituzione di Stefaan Decraene, lasciando il gruppo per un incarico internazionale in un'altra banca,  BNP PARIBAS.
Il 3 ottobre 2011, la società di rating finanziaria Moody's ha posto sotto osservazione negativa i rating di Dexia. La banca perde quindi l'accesso a 25 miliardi di euro di finanziamenti non garantiti.
Il giorno successivo, martedì 4 ottobre 2011, il prezzo di Dexia è sceso del 40% in apertura del mercato azionario, e i suoi clienti in un giorno ritirano 300 milioni di euro dalla banca. In risposta a queste informazioni, i governi belga e francese hanno dichiarato di fungere da garante per la banca e voler dividere il business al fine di salvare le parti sane e isolare i rischi: la Francia assicura che questo salvataggio sarà come nel 2008 vale a dire con una partecipazione belga del 60,5%, una partecipazione francese del 36,5% e una partecipazione lussemburghese del 3,5%. Alla fine della settimana, i clienti di Dexia hanno prelevato un totale di 2,5 miliardi di euro.
Il 10 ottobre 2011 arriva l'annuncio del riacquisto della divisione belga del gruppo Dexia, Dexia Banque Belgique da parte dello Stato belga, per 3,73 miliardi di euro (4 miliardi 270 milioni in meno). Lo Stato belga ha inoltre deciso di partecipare, fino al 60,5%, al regime di garanzia a favore di Dexia SA (60,5% di 90 miliardi, ovvero 54,45 miliardi).
L'11 ottobre 2011, un fondo di investimento di proprietà della famiglia reale del Qatar acquista Dexia BIL - che impiega 5.500 persone, di cui 300 in Lussemburgo e da cui dipende la controllata svizzera Dexia Banque Privée SA - per una somma non comunicata. Questa vendita è stata preparata in previsione della crisi annunciata e anche lo stato del Lussemburgo ha partecipato a questa acquisizione.

### 2012: Belfius
Il 1º marzo 2012, Dexia Banque Belgique diventa Belfius Bank and Insurance. Il nuovo nome Belfius è composto da "Bel" per "Belgio", "fi" per "finanze" e "us" (in inglese), per "noi". Il nuovo nome, che è stato progettato da un membro del personale della banca (Wim Annerel) trapela la sera prima dell'annuncio ufficiale di diversi media belgi, tra cui la televisione VTM. Lo scopo di questa modifica del nome è di distinguere la nuova entità bancaria della holding Dexia, smembrata ma ancora quotata in borsa.
Nel giugno 2012, il gruppo ha venduto la banca turca Denizbank alla banca semi-pubblica russa Sberbank per 3,01 miliardi di euro.
Il 1º gennaio 2014 Jos Clijsters assumerà la carica di Presidente del Comitato Esecutivo per la carica di Presidente del Consiglio. Marc Raisière gli succede come presidente del comitato direttivo.

### 2016: lancio di The Studio
Nell'aprile 2016, Accenture e Belfius stringono una partnership strategica unendo le forze per creare "Belfius Fintech Studio". The Studio è il laboratorio di innovazione digitale di Belfius, situato in un loft nel centro di Bruxelles, vicino a Les Halles Saint-Hubert..
The Studio è principalmente attivo nelle "soluzioni di mobile banking e analisi", "soluzioni di pagamento nell'era di Internet delle cose" e "Robotica nei servizi finanziari".
In particolare, The Studio ha lanciato il servizio Pengo.me a febbraio 2017. Pengo è una soluzione di pagamento tra amici tramite un Facebook Messenger chat-bot o tramite l'applicazione mobile di Belfius.